# Martín Cáceres
José Martín Cáceres Silva (Montevidéu, 7 de abril de 1987) é um futebolista uruguaio que atua como zagueiro ou lateral-direito. Atualmente joga no Libertad.

## Carreira
Iniciou a carreira no Defensor Sporting, do Uruguai. Ganhou destaque logo na sua primeira temporada, tendo o seu passe comprado pelo Villareal sendo emprestado e em seguida para o Recreativo de Huelva. Lá, o seu bom desempenho levou o clube espanhol a não ser rebaixado na La Liga de 2007–08, e com isso Cáceres chamou a atenção de vários times. Embora o Villareal planejasse utilizá-lo, foi anunciado como novo reforço do Barcelona no dia 4 de junho de 2008, e assinou contrato por quatro temporadas.
Posteriormente passou por Juventus, Sevilla, Southampton, Hellas Verona e Lazio.
Já em 2019, assinou com a Fiorentina.

### Seleção Nacional
Estreou pela Seleção Uruguaia principal no dia 12 de setembro de 2007, em um amistoso contra a África do Sul.
No dia 2 de junho de 2018, Cáceres esteve na lista dos 23 convocados por Óscar Tabárez para a Copa do Mundo FIFA realizada na Rússia.

## Polêmicas
Sofreu um acidente de carro na madrugada do dia 17 de março de 2013, em Turim, enquanto voltava para casa após a vitória da Juventus sobre o Bologna. O carro de Cáceres, um Porsche Cayenne, chocou-se com outro veículo e colidiu com o muro de uma estação de metrô. O jogador uruguaio teve ferimentos no rosto e ficou afastado dos gramados por mais de um mês.
Voltou a sofrer um acidente no dia 30 de junho de 2014, na região de La Blanqueada, em Montevidéu, mas dessa vez saiu ileso.
Já em setembro de 2015, bateu sua Ferrari enquanto dirigia embriagado, derrubou um ponto de ônibus e chegou a perder sua habilitação. Devido ao terceiro incidente, foi multado e afastado pela diretoria da Juventus. Como estava concentrado com a Seleção Uruguaia para as Eliminatórias da Copa do Mundo de 2018, Cáceres não foi excluído da lista do técnico Óscar Tábarez, mas ficou isolado e não atuou nos jogos contra a Bolívia e a Colômbia.

## Títulos
Barcelona
- Copa do Rei: 2008–09
- La Liga: 2008–09
- Liga dos Campeões da UEFA: 2008–09

Juventus
- Serie A: 2011–12, 2012–13, 2013–14, 2014–15, 2015–16 e 2018–19
- Supercopa da Itália: 2012, 2013 e 2015
- Copa da Itália: 2014–15 e 2015–16

Los Angeles Galaxy
- Major League Soccer: 2024

Seleção Uruguaia
- Copa América: 2011